# Breze (distrikt i Bulgarien, Oblast Sofija)
Breze (bulgariska: Брезе) är ett distrikt i Bulgarien.   Det ligger i kommunen Obsjtina Svoge och regionen Sofijska oblast, i den västra delen av landet, 40 km norr om huvudstaden Sofia.
I omgivningarna runt Breze växer i huvudsak lövfällande lövskog. Runt Breze är det ganska tätbefolkat, med 58 invånare per kvadratkilometer.